# Curtly Ambrose
Sir Curtly Elconn Lynwall Ambrose KCN (nacido el 21 de septiembre de 1963) es un exjugador de críquet de Antigua que disputó 98 partidos de prueba con las Indias Occidentales. Ampliamente reconocido como uno de los mejores lanzadores rápidos de todos los tiempos, consiguió 405 wickets de prueba con una media de 20,99 y encabezó la Clasificación de Jugadores del ICC durante gran parte de su carrera, siendo considerado el mejor lanzador del mundo. Su gran estatura (2,01 m) le permitía hacer que la pelota botara a una altura inusitada después de lanzarla, lo que, unido a su velocidad y precisión, le convertía en un lanzador muy difícil para los bateadores. A lo largo de su carrera fue un hombre de pocas palabras, reacio a hablar con los periodistas. En 1992 fue elegido Jugador de Críquet del Año por Wisden; tras su retirada, ingresó en el Salón de la Fama del Consejo Internacional de Críquet y fue elegido por un grupo de expertos como uno de los once jugadores de todos los tiempos de las Indias Occidentales.
Nacido en Swetes( Antigua), Ambrose llegó al críquet a una edad relativamente tardía, ya que en su juventud prefirió el baloncesto. Tras pasar por las selecciones regionales y nacionales, fue convocado por primera vez para las Indias Occidentales en 1988. Tuvo éxito casi de inmediato y permaneció en el equipo hasta su retirada en 2000. En muchas ocasiones, sus lanzamientos fueron los responsables de que las Antillas ganaran partidos que parecían perdidos, en asociación con Courtney Walsh. Contra Australia, en 1993, realizó uno de los mejores lanzamientos de todos los tiempos, al conseguir siete wickets sin conceder una sola carrera, lo que le valió un 7/1 en el primer lanzamiento del partido. Asimismo, en 1994 fue responsable en gran medida de la derrota de Inglaterra por 46 carreras, al conseguir seis wickets por 24 carreras. Se le considera uno de los mejores lanzadores de todos los tiempos.
El método de lanzamiento de Ambrose se basaba en la precisión y en conceder pocas carreras; varias de sus mejores actuaciones se produjeron cuando conseguía wickets en rápida sucesión para devastar a la oposición. Tuvo especial éxito contra los mejores bateadores. A partir de 1995, las lesiones afectaron cada vez más a Ambrose, y en varias ocasiones los críticos afirmaron que ya no era eficaz. Sin embargo, siguió consiguiendo wickets con regularidad hasta su retirada, aunque a veces era menos eficaz en los primeros partidos de una serie. En sus últimos años, el equipo de las Indias Occidentales estaba en declive y a menudo dependía en gran medida de Ambrose y Walsh; ambos lanzaban a menudo con poco apoyo de los demás lanzadores. Tras su retirada, Ambrose se ha dedicado a la música como bajista de una banda de reggae.

## Primeros años y carrera
Ambrose nació en Swetes, Antigua, el 21 de septiembre de 1963. el cuarto de siete hermanos. Su padre era carpintero de pueblo. La familia no tenía antecedentes en el críquet, pero su madre era aficionada, y Ambrose jugó en su juventud, principalmente como bateador. En la escuela obtuvo buenos resultados académicos, sobre todo en matemáticas y francés, y se convirtió en aprendiz de carpintero a los 17 años  Consideró por un tiempo la posibilidad de emigrar a Estados Unidos.Ambrose no fue especialmente alto hasta el final de su adolescencia, cuando creció varios centímetros hasta alcanzar una estatura de 6 pies y 7 pulgadas (2,01 m). En esa época, su madre le animó a dedicarse más al críquet. El éxito como lanzador rápido en un partido de críquet de softball convenció a Ambrose para jugar en algunos partidos de club a la edad de 20 años. Rápidamente atrajo la atención de los entrenadores y pasó a formar parte del equipo de críquet de St. John ' s. Seleccionado en la competición de las Islas de Sotavento, hizo siete de 67 (siete wickets por 67 carreras) para Antigua contra St. Kitts. Debutó en primera clase con las Islas de Sotavento en 1985-86 y consiguió cuatro wickets en el partido, pero no consiguió mantener su puesto al año siguiente.
Una beca de Viv Richards le proporcionó los fondos necesarios para jugar al críquet en Inglaterra con el Chester Boughton Hall Cricket Club, en la prestigiosa competición de Liverpool, durante 1986, donde consiguió 84 wickets con una media de 9,80. Al año siguiente, regresó a Inglaterra para jugar con el Chester Boughton Hall Cricket Club. Al año siguiente, regresó a Inglaterra para jugar con el Heywood Cricket Club en la Central Lancashire League, con el que consiguió 115 wickets en la temporada; estas experiencias le ayudaron a mejorar su técnica de juego.
A su regreso a Antigua, Ambrose practicó intensamente, recuperó su puesto en el equipo de las Islas de Sotavento y, en ausencia de los principales lanzadores Winston Benjamin y Eldine Baptiste con el equipo de las Indias Occidentales, se convirtió en el principal lanzador ofensivo del equipo. En el primer partido no se le pitó ningún lanzamiento, lo que el Wisden Cricketers' Almanack atribuyó más tarde a la confusión causada por su atributo de mover la muñeca antes de soltar la bola para imprimirle más velocidad, y posteriormente no hubo dudas sobre la legalidad de su acción de lanzar . [Cuando regresaron los lanzadores internacionales, conservó su puesto y consiguió 35 wickets -incluidos 12 en un partido contra Guyana, de los cuales nueve fueron lanzados-en cinco partidos de la competición.El informe de Wisden sobre la temporada de las Indias Occidentales afirmaba que su actuación había sido "dominante", aunque pocos habían oído hablar de él anteriormente. En él se identificaba su yorker como su lanzamiento más eficaz y se señalaba que "nunca perdió su velocidad, su precisión ni su sed de wickets".

## Lanzador internacional

### Debut y primeros años
Cuando Pakistán realizó una gira por las Indias Occidentales en 1988, Ambrose jugó en la serie de partidos internacionales de un día (ODI), ocupando el lugar del recientemente retirado Joel Garner. Debutó en el primer partido, el 12 de marzo de 1988 en Kingston, Jamaica, consiguiendo sendos wickets con su tercer y noveno lanzamiento; terminó la entrada con cuatro para 39 en 10 overs. En el segundo partido, hizo cuatro para 35 y otros dos wickets en el tercero. Las Indias Occidentales ganaron los tres primeros partidos y Ambrose no jugó ni en el cuarto ni en el quinto. En la primera prueba, hizo dos de 121 y las Indias Occidentales perdieron en casa por primera vez en 10 años. Wisden señaló que su debut fue "poco impresionante", pero que mejoró en los partidos siguientes. Terminó la serie con siete wickets, a una media de más de 50 carreras por wicket. Ese mismo año, Ambrose fue elegido para una gira por Inglaterra. Tras participar en los primeros partidos de la gira, fue elegido para los dos primeros ODI, en los que anotó tres wickets en total, pero no participó en el tercero. Sus mejores números, cuatro de 58, se produjeron en la cuarta prueba, en la que logró siete wickets y fue nombrado mejor jugador del partido. En Wisden, el comentarista Tony Cozier describió a Ambrose como "un sustituto perfecto de Garner"; la cantidad de rebotes que generaba tras el lanzamiento de la pelota "le convertía en una amenaza constante".
En 1988-89, las Indias Occidentales participaron en un torneo ODI en Sharjah. Ambrose logró 8 wickets y fue elegido mejor jugador del partido con 4 de 29 en la final contra Pakistán. Desde allí, las Antillas viajaron a Australia para disputar una serie en la que Ambrose fue una figura dominante. Las Indias Occidentales ganaron la serie de pruebas por 3-1, utilizando polémicas tácticas de lanzamiento corto. La altura de Ambrose dificultaba su juego, ya que hacía rebotar la pelota más que otros lanzadores. John Woodcock escribió en Wisden: "Como en Inglaterra, a principios de 1988, los bolos de Ambrose fueron un factor decisivo ... (Su avance compensó en cierto modo el declive de la eficacia  de (Malcolm)Marshall". En la primera prueba, logró siete wickets; en la segunda, logró por primera vez cinco wickets en una entrada de prueba, con cinco para 72, y terminó con ocho en el partido; y en la tercera, logró seis wickets. Sus actuaciones le valieron el premio al mejor jugador del partido en la primera y la tercera prueba, y terminó la serie con 26 wickets a una media de 21,46. Fue el principal lanzador de las Indias Occidentales. En el torneo ODI que se celebró durante la gira, las Indias Occidentales derrotaron a Australia en la final. Ambrose consiguió 21 wickets en la serie y cinco en dos entradas.
Aquejado de fatiga y enfermedad, Ambrose tuvo menos éxito más tarde, en 1989, cuando la India realizó una gira por las Indias Occidentales: sólo logró cinco wickets en la serie de cuatro pruebas, con una media de 54,60.

### Jugador de críquet del condado y éxito contra Inglaterra
Ambrose debutó en el Campeonato del Condado de Inglaterra con el Northamptonshire County Cricket Club en 1989; el club lo contrató para la temporada de 1988, pero como estaba jugando en el equipo de gira por las Indias Occidentales, no estuvo disponible ese año. Consiguió un wicket con su primer lanzamiento para el club, pero no tuvo mucho éxito en la primera parte de la temporada; más tarde se asentó y consiguió 28 wickets de primera clase a 28,39 para Northamptonshire en nueve partidos.
A principios de 1990, Inglaterra realizó una gira por las Indias Occidentales y disputó cuatro pruebas. El equipo visitante dominó la primera parte de la serie, pero las Indias Occidentales acabaron ganando por 2-1. Ambrose no pudo participar en la primera prueba, que las Indias Occidentales perdieron, ni en los cuatro primeros ODI, pero regresó para hacer cuatro de 18 en un ODI organizado para sustituir a la segunda prueba suspendida por la lluvia. Tras una tercera prueba empatada, las Indias Occidentales ganaron el cuarto partido. El capitán local, Viv Richards, puso a Inglaterra con 356 para ganar, pero tras perder los primeros wickets, los bateadores ingleses entraron en la última hora del partido con cinco wickets aún por caer.Ambrose tomó la nueva bola y eliminó a los últimos cinco bateadores por 18 carreras en 46 entregas, cuatro de ellas antes del wicket. Terminó con 8 de 45, diez wickets en el partido, y las Indias Occidentales igualaron la serie con una victoria por 164 carreras. Ambrose fue elegido mejor jugador del partido y logró seis wickets en el último partido, con lo que terminó la serie con 20 wickets a 15,35, encabezando los promedios de las Indias Occidentales. Ambrose, junto con los demás lanzadores locales, fue descrito por Alan Lee en Wisden como "un puñado impresionante en la última parte de la serie", y describió como "inolvidable" su lanzamiento ganador del partido en la cuarta prueba. El resto de apariciones de Ambrose con las Indias Occidentales en 1989-90 fueron todas en ODI, aunque no consiguió más de dos wickets en ninguna entrada, excepto en el partido contra Inglaterra. También consiguió 22 wickets en primera clase para las Islas de Sotavento, y cuando regresó a Inglaterra para jugar en Northamptonshire en 1990, consiguió 58 wickets en primera clase y encabezó los promedios de lanzamientos del club. En el críquet de un día para el condado, consiguió 13 wickets y concedió una media de sólo 2,53 carreras por over.

## Mejor jugador de bolos del mundo

### Series contra Australia e Inglaterra
Las Indias Occidentales realizaron una gira por Pakistán a finales de 1990, y Ambrose encabezó los promedios de lanzamientos del equipo en una serie de tres partidos que se saldó con empate a uno. Jugó los dos primeros ODI, pero se perdió el tercero cuando Pakistán ya había ganado la serie, y sus mejores números en los Tests llegaron en el último partido, cuando hizo cinco de 35. Después, cuando Australia realizó una gira por las Indias Occidentales en febrero de 1991, Ambrose hizo 18 wickets en los cinco Tests, con una media de 27,38. Las Indias Occidentales ganaron la serie por 2-1, y Ambrose fue el cuarto en la clasificación de lanzadores. Las Indias Occidentales ganaron la serie por 2-1, y Ambrose fue cuarto en los promedios, pero Tony Cozier observó en Wisden que todo el ataque de las Indias Occidentales era fiable. Ambrose causó una gran impresión bateando como parte de un orden de bateo inferior de las Indias Occidentales que añadió repetidamente carreras cruciales durante la serie. Participó en dos importantes asociaciones que ayudaron a su equipo a recuperarse de una situación difícil y, en el tercer partido, anotó su único medio siglo en Tests. También consiguió 20 wickets en primera clase para las Islas de Sotavento.
Los siguientes partidos de las Indias Occidentales fueron en Inglaterra. La serie de pruebas quedó empatada 2-2 y Ambrose fue el máximo anotador del equipo con 28 wickets (con una media de 20,00), además de encabezar la clasificación de lanzadores. Tuvo un impacto especial sobre Graeme Hick, que participaba por primera vez en pruebas de críquet, al que expulsó seis veces en siete entradas con lanzamientos cortos. Según Scyld Berry, de Wisden, "desde la gira de 1988, Ambrose había mejorado su control hasta el punto de que el bateador tenía que jugar casi todas las bolas, y no con un golpe de anotación". Berry sugiere que las Indias Occidentales podrían haber ganado la serie si Viv Richards hubiera utilizado un enfoque táctico diferente con los lanzamientos de Ambrose. El lanzador no estaba en plena forma en la última prueba, lo que podría haber influido en el resultado. Berry describe "la ascensión de Ambrose a la categoría de gigante, con el manierismo de celebrar cada wicket girando los brazos hacia arriba, como una bandada de palomas que levantan el vuelo" Ambrose consiguió en dos ocasiones cinco wickets en una entrada; sus mejores cifras fueron seis para 52 en la primera prueba, cuando consiguió dos wickets con lanzamientos consecutivos. Ambrose fue nombrado mejor jugador del partido en la tercera prueba y mejor jugador de la serie para las Indias Occidentales. Por sus actuaciones, Ambrose fue nombrado mejor jugador de críquet del año por Wisden. En la mención se destacaba su regularidad y se afirmaba: Ambrose tiene la capacidad de ejercer una influencia psicológica debilitante que a menudo precipita un cúmulo de wickets después de que se haya producido la ruptura inicial...". Además, podría decirse que fue la diferencia esencial entre los dos equipos en lo que resultó ser una serie llena de entusiasmo".El guardameta de las Indias Occidentales, Jeff Dujon, dijo: "Es maduro para su edad, tiene velocidad, precisión, corazón y determinación y, lo que es más importante, se enorgullece de sus cifras económicas".

### Victoria contra Sudáfrica

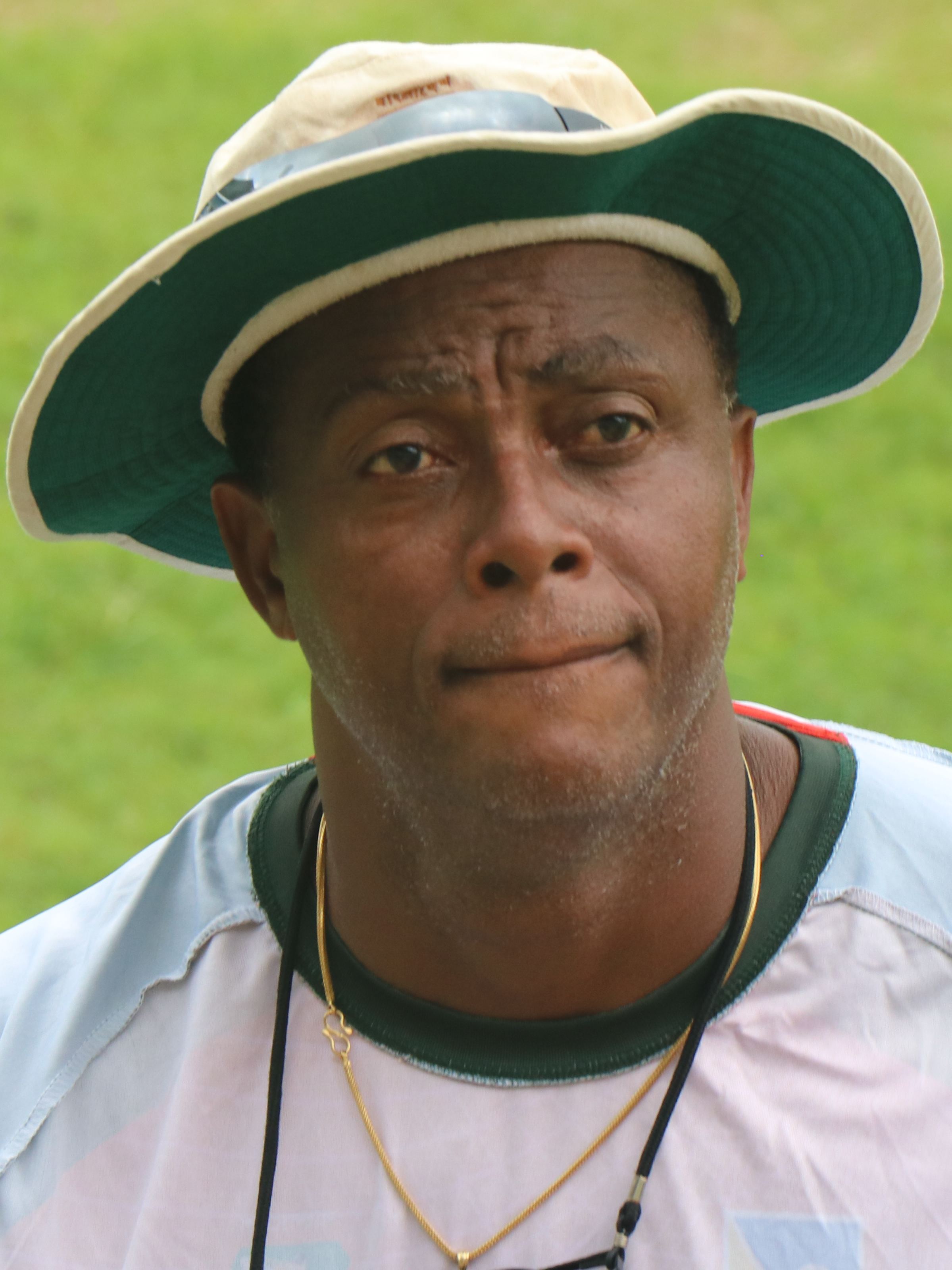
Courtney Walsh, compañero de bolos de Ambrose en muchos partidos de Test

Durante la temporada 1991-92, las Indias Occidentales jugaron principalmente al críquet de un día, participando en los torneos de Sharjah donde Ambrose consiguió siete wickets, incluyendo un análisis de cinco para 53y Australia, y participó en la Copa del Mundo de Australia y Nueva Zelanda. En este torneo, Ambrose logró siete wickets en siete partidos, con una media de 33,57, y fue el séptimo jugador de bolos más económico entre los que jugaron más de un partido. Las Indias Occidentales terminaron sextas en la tabla clasificatoria y no lograron alcanzar las semifinales. Ambrose regresó a su país para jugar dos veces con las Islas de Sotavento en enero de 1992.
En abril de 1992, Sudáfrica realizó una gira por las Indias Occidentales por primera vez y jugó su primer partido de prueba en 22 años. Ambrose jugó en los tres ODI, todos los cuales fueron ganados por las Indias Occidentales. El partido de prueba fue la primera vez que las Indias Occidentales lanzaron bajo una nueva regla de juego que permitía sólo un bouncer por over; esto pareció afectar a los lanzadores locales, pero Ambrose hizo dos de 47 en 36 overs. Sudáfrica comenzó el último día del partido necesitando 79 carreras para ganar con sólo dos bateadores eliminados, pero Ambrose y Courtney Walsh se llevaron los últimos ocho wickets por 26 carreras para que las Indias Occidentales ganaran por 52. En un campo difícil para el bateo, la pelota rebotaba de forma irregular, y ambos lanzadores se concentraron en la precisión Ambrose hizo seis de 34 en las segundas entradas, y fue nombrado conjuntamente hombre del partido; en poco más de 60 overs, hizo ocho de 81 en el partido.
Al volver a jugar con Northamptonshire, su eficacia fue menor.Lastrado por una lesión de rodilla, de la que tuvo que ser operado después de la temporada inglesa, y aquejado de muchas capturas perdidas, consiguió 50 wickets en primera clase con una media de 26,14, pero su rendimiento no fue muy favorable en comparación con el de otros lanzadores del equipo. Fue más eficaz en el Trofeo NatWest, una competición de un día que Northamptonshire ganó esa temporada, en la que concedió menos de dos carreras por turno en cinco partidos.

### Segunda gira por Australia
Las Indias Occidentales realizaron una gira por Australia en 1992-93, en la que se recuperaron de la derrota en la segunda prueba para ganar los dos últimos partidos y adjudicarse la serie por 2-1. El equipo también ganó las Series Mundiales anuales de la FIFA. El equipo también ganó la Copa de la Serie Mundial anual. En las tres primeras pruebas, Ambrose se vio perjudicado por unos terrenos de juego que no se adaptaban a sus lanzamientos y, según Tony Cozier en Wisden, a menudo no tuvo suerte con los bolos, aunque en la primera prueba hizo cinco de 66. En las dos últimas pruebas, hizo 19 wickets.En la cuarta, hizo diez wickets, incluidos seis de 74 en la primera entrada; en la segunda, hizo tres wickets en 19 entregas y las Antillas ganaron el partido por una carrera. Según Cozier, los capitanes de ambos equipos, Richie Richardson y Allan Border, "rindieron homenaje al hombre que hizo posible el resultado": Ambrose consolidó su reputación como el mejor lanzador del mundo". En la primera jornada de la decisiva prueba final, Ambrose se llevó siete wickets a cambio de una carrera en 32 lanzamientos y terminó con un total de siete por 25. Cozier describió el partido como “uno de los mejores de la historia”. Las Indias Occidentales ganaron por una entrada y Ambrose fue nombrado mejor jugador de la serie, tras conseguir 33 wickets e igualar el récord en una serie de pruebas entre Australia y las Indias Occidentales. Encabezó los promedios de lanzamientos de las Indias Occidentales con una media de 16,42. Cozier describió la actuación de Ambrose como "decisiva para ganar (la serie)"y sus lanzamientos como "impecables".
En el torneo de un día, Ambrose consiguió 18 wickets a 13,38. Consiguió ocho wickets en la final de dos partidos, ambos ganados por las Indias Occidentales.En la primera final, consiguió cinco para 32, impulsado a lanzar con más hostilidad cuando el bateador australiano Dean Jones le pidió que se quitara las muñequeras blancas mientras lanzaba. En el segundo partido hizo tres de 26 y fue nombrado mejor jugador de la final. Tras un torneo de un día en Sudáfrica, las Indias Occidentales regresaron a su país para disputar una serie de pruebas y otros encuentros contra Pakistán. La serie ODI quedó empatada, pero las Indias Occidentales derrotaron a Pakistán por 2-0 en las pruebas. Ambrose consiguió nueve wickets a 23,11 para situarse quinto en los promedios de lanzamiento del equipo. El informe de Wisden sugería que sufría fatiga debido a la apretada agenda de su equipo, pero, aunque no estaba en su mejor momento, siguió consiguiendo importantes wickets. En 1993, con Northamptonshire, Ambrose ocupó el segundo puesto en la clasificación de lanzadores de primera clase, con 59 wickets a 20,45.
Tras desarrollar una bola más lenta y utilizar el yorker con más moderación, Ambrose logró cinco wickets en tres partidos y las Indias Occidentales ganaron un torneo ODI en Sharjah a finales de octubre y noviembre de 1993  El equipo compitió en otro torneo, esta vez en la India, a finales de noviembre. Ambrose consiguió cuatro wickets en cinco partidos Inmediatamente después, las Indias Occidentales realizaron una gira por Sri Lanka para disputar tres ODI y un test, un partido arruinado por la lluvia en el que Ambrose consiguió tres wickets.

### Más éxitos contra Inglaterra

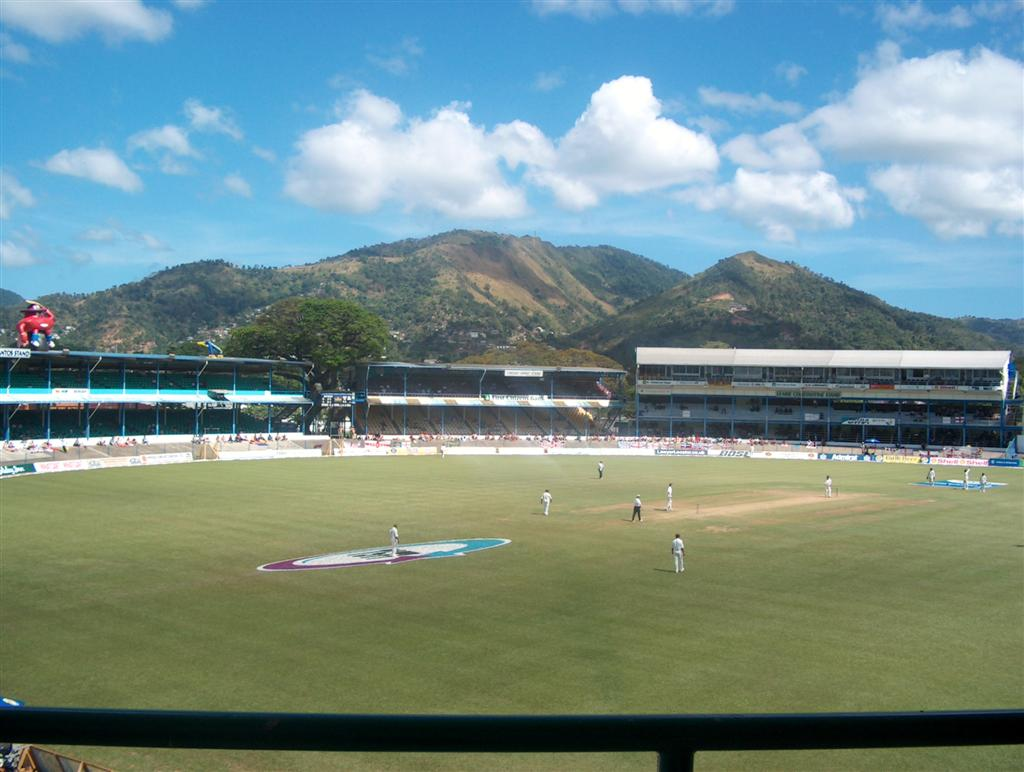
Ambrose hizo seis de 24 para Inglaterra, que cayó por 46 en Queen's Park Oval, Trinidad.

Cuando regresó a las Indias Occidentales, Ambrose consiguió 19 wickets en primera clase para las Islas de Sotavento, con un promedio de 11,68, en sus primeras apariciones con las islas en dos años, pero cuando Inglaterra llegó para realizar una gira por las Indias Occidentales, se quejó de fatiga y hubo rumores de que planeaba retirarse. Jugó tres partidos en la serie de cinco ODI, en los que consiguió dos wickets, y otros dos en la primera prueba, que ganaron las Indias Occidentales. En Wisden, Alan Lee describió su actuación como "letárgica", y en The Guardian, Paul Allott escribió que lanzaba "como una sombra" debido a los efectos del críquet continuado. (Ambrose se mostró ineficaz al comienzo de la segunda prueba, pero se recuperó y terminó el partido con ocho wickets; según Lee, "asestó los golpes decisivos del partido" en la primera entrada. En la tercera prueba, disputada en Trinidad, hizo cinco de 60 en la primera entrada de Inglaterra, pero después de que el equipo visitante lograra una ventaja sustancial, las Indias Occidentales fueron eliminadas y Inglaterra necesitaba 194 para ganar y una hora para batear en la cuarta noche. Ambrose consiguió seis wickets y dejó a Inglaterra 40 a 8 al final del partido; a la mañana siguiente, los ingleses fueron derrotados por 46 y Ambrose consiguió seis de 24 en la entrada y 11 de 84 en el partido; fue nombrado mejor jugador del partido. Lee describió el colapso como "asombroso", y juzgó los bolos de Ambrose como "del más alto calibre". Y añadió: "Realizó uno de los lanzamientos más devastadores de su carrera" Allott lo definió como “el lanzamiento definitivo de bolos rápidos”.
Ambrose consiguió cuatro wickets en la cuarta prueba, pero las Indias Occidentales perdieron el partido, su primera derrota en Barbados en 59 años, y Ambrose fue multado con 1.000 libras por el árbitro del partido por derribar sus tocones en señal de frustración cuando era el último hombre eliminado. Consiguió un wicket más en la igualada prueba final para terminar la serie con 26 wickets y encabezar los promedios de lanzamiento de las Indias Occidentales: "Ambrose estuvo magnífico. Fue merecidamente nombrado mejor jugador de la serie, no sólo por conseguir 26 wickets con una media de 19,96 cada uno y ganar la prueba de Trinidad sin ayuda de nadie, sino también por la verdad más profunda de que las Indias Occidentales ahora recurren a él siempre que necesitan wickets... (Él) llevó el ataque solo". (Llevó el ataque él solo".
Ambrose volvió a jugar con Northamptonshire en 1994, pero llegó más tarde de lo previsto. Alegando que necesitaba descansar, perdió el vuelo programado y llegó con cuatro días de retraso. Su ausencia puede haber contribuido a la eliminación de Northamptonshire en las fases preliminares de la Copa Benson and Hedges. (En ese momento, los miembros del condado estaban descontentos con la actuación de Ambrose en el equipo; el comité le impuso una multa y Ambrose expresó su arrepentimiento. Durante el resto de la temporada, lanzó con gran eficacia y consiguió 77 wickets en primera clase, la mayor cantidad para el club en 18 años, con una media de 14,45, lo que le permitió encabezar los promedios nacionales de lanzamiento. Según Andrew Radd en Wisden, el club se sintió aliviado por su éxito, pero escribió: "Rara vez en la historia de Northamptonshire las actuaciones y la personalidad de un jugador de críquet han dominado una temporada en la medida en que lo hizo Curtly Ambrose en 1994" Ambrose se perdió el último partido de la temporada por un problema en el hombro.

## Declive aparente

### Lesión en el hombro
La lesión de hombro de Ambrose, causada por su carga de trabajo en los bolos, le hizo perderse la gira de las Indias Occidentales por la India en los últimos tres meses de 1994 Aunque regresó para unirse a la gira por Nueva Zelanda a principios de 1995, no alcanzó su pleno ritmo de juego; consiguió un wicket en la serie de ODI y cinco en los dos partidos de Test Permaneció en el equipo cuando Australia realizó una gira por el Caribe a finales de 1995; las Indias Occidentales perdieron la serie de Test por 2-1, su primera derrota en una serie de Test desde 1980. (Tras conseguir dos wickets en cuatro ODIs, Ambrose consiguió 13 wickets a 19,84 en la serie de cuatro pruebas, liderando los promedios de las Indias Occidentales Consiguió nueve de estos wickets en Trinidad durante la tercera prueba, cuando las Indias Occidentales igualaron la serie tras haber perdido la primera prueba (la segunda quedó empatada) Lanzando en un campo extremadamente difícil para el bateo, y que ambos equipos consideraban insatisfactorio, Ambrose consiguió nueve para 65 en el partido y fue nombrado hombre del partido. Durante el partido, el capitán Richardson tuvo que apartar a Ambrose de un enfrentamiento verbal con Steve Waugh. Sin embargo, fuera de este partido, el equipo australiano consideró que sus lanzamientos habían perdido ritmo tras su lesión de hombro y que carecía de la variedad necesaria para adaptarse a un papel diferente. El director de críquet de las Indias Occidentales, el ex lanzador de pruebas Andy Roberts, afirmó públicamente durante la serie que varios miembros de su equipo tenían "problemas de actitud" y se quejó de que los lanzadores rápidos no seguían sus consejos.
Según el periodista Simon Barnes, tanto Ambrose como el equipo estaban faltos de confianza tras la derrota ante Australia; Ambrose carecía de ritmo y mostraba signos de frustración e infelicidad. Fue más eficaz en la serie de pruebas y, según Tony Cozier en Wisden, "siempre fue capaz de lanzar una serie de lanzamientos incisivos y de calidad", pero las lesiones le afectaron a lo largo de la serie de seis partidos; se retiró lesionado de la tercera prueba después de haber lanzado menos de ocho overs y se perdió por completo la quinta prueba. Otros lanzadores del equipo eclipsaron a Ambrose, y no fue hasta la última prueba cuando alcanzó su mejor forma al conseguir cinco de 96 en las primeras entradas y siete wickets en el partido Saludando al público cuando abandonó el campo el último día lesionado, Ambrose pareció indicar que no volvería a Inglaterra Terminó la serie tercero en la media de lanzamientos con 21 wickets a 24.. 09. Pero, según Cozier, los jugadores veteranos del equipo causaron problemas a la dirección, y cuando los jugadores regresaron a casa, Ambrose y otros tres miembros del equipo fueron multados con el 10% de los honorarios de la gira; en el caso de Ambrose, la multa se debía a "fallos generales de comportamiento y actitud" y a dar mal ejemplo a los compañeros más jóvenes.
Junto con otros jugadores veteranos, Ambrose fue apartado de la siguiente gira de las Indias Occidentales, un torneo ODI en octubre de 1995, pero regresó para disputar un torneo ODI de tres equipos en Australia en diciembre y enero. Sin embargo, afectado por la negativa de Brian Lara a participar en la gira tras ser multado por su comportamiento durante la gira por Inglaterra, el equipo no logró clasificarse para la final. (Ambrose consiguió diez wickets en el torneo, y tres en entradas consecutivas; en este último partido, fue el hombre del partido. Las Indias Occidentales tuvieron más éxito en la Copa del Mundo de India, Pakistán y Sri Lanka, que comenzó en febrero. Ambrose fue el hombre del partido con 3 de 28 en el partido inaugural de su equipo y consiguió diez wickets a 17,00 en la competición. Concedió una media de sólo tres carreras por over en el torneo, la segunda mejor entre los que jugaron más de dos partidos. En marzo, Ambrose disputó una serie en casa contra Nueva Zelanda. En la serie ODI de cinco partidos, consiguió 10 wickets a 17,60, incluidos cuatro de 36 en el partido inaugural.En la serie de dos Tests, consiguió ocho wickets a una media de 20,50, liderando los promedios del equipo, y cinco de 68 en el segundo partido. Durante la temporada de críquet inglés, regresó a Northamptonshire y consiguió 43 wickets en nueve partidos, liderando los promedios nacionales de bolos, pero se perdió varios partidos por lesiones recurrentes y su contrato no se renovó para el año siguiente. Fue sustituido por el mucho más joven Mohammad Akram como jugador extranjero.

### Equipo en declive
Tras la victoria de Australia en 1994-95, cuando las Indias Occidentales viajaron a Australia en 1996-97, la serie se publicitó como una revancha. Sin embargo, el equipo visitante era a menudo ineficaz, continuando una tendencia de declive, y dependía en gran medida de sus jugadores veteranos, uno de los cuales era Ambrose. Ambrose comenzó mal la serie, siguiendo un patrón establecido en varias series anteriores, y los críticos sugirieron que ya no era eficaz. Tras conseguir sólo tres wickets en las dos primeras pruebas, ambas perdidas por las Indias Occidentales, Ambrose dijo a sus compañeros que conseguiría diez wickets en la tercera. En un terreno de juego difícil para el bateo, consiguió nueve, tres de ellos en la primera hora de partido, a pesar de sufrir una lesión en los isquiotibiales. Las Indias Occidentales ganaron y Ambrose fue nombrado mejor jugador del partido, pero se perdió la cuarta prueba por una lesión. En un artículo publicado en Wisden, Greg Baum sugirió que la ausencia de Ambrose podría haber influido en el resultado de la serie, que Australia ganó con facilidad. Ambrose regresó para el último partido y, en otro campo difícil para el bateo, hizo 5 de 43 en la primera jornada. Las Indias Occidentales ganaron, y Ambrose volvió a ser el hombre del partido. Lideró los promedios de bateo de las Indias Occidentales con 19 wickets a 23,36, pero había sido el factor impulsor de las dos victorias de las Indias Occidentales. Ambrose también jugó en un torneo ODI durante la gira por Australia, en el que consiguió nueve wickets a 27,33.
Más adelante en la temporada, entre marzo y mayo de 1997, India realizó una gira por las Indias Occidentales; Ambrose consiguió diez wickets a 30,10 en la serie de Pruebas, incluyendo cinco para 87 en la segunda Prueba, pero ya no era el lanzador más efectivo del equipo local. Después, en junio, Sri Lanka jugó una serie de dos Pruebas, ganada 1-0 por las Indias Occidentales. En el primero, Ambrose logró cinco de 37 en la primera entrada y ocho wickets en el partido, por lo que fue nombrado mejor jugador del encuentro. Fue el duodécimo jugador de bolos y el cuarto antillano que alcanzaba esa cifra. Ambrose también jugó cinco partidos ODI durante la temporada local de las Indias Occidentales, en los que logró nueve wickets.
La pérdida de forma de las Indias Occidentales continuó a finales de 1997, cuando perdieron todos los partidos internacionales durante su gira por Pakistán. Ambrose jugó en dos de los tres partidos de las Indias Occidentales en un torneo de ODI, consiguiendo un wicket, pero su actuación, consiguiendo un wicket en los dos partidos de Test que jugó (se perdió el tercer partido por lesión), llevó a Fazeer Mohammed, escribiendo en Wisden, a describir a Ambrose como "una sombra de lo que fue". El peligro de que Ambrose se retirara después de esta serie quedó descartado cuando Brian Lara fue nombrado capitán de las Indias Occidentales y habló inmediatamente con Ambrose y Walsh para pedirles que continuaran en el equipo. Cuando Inglaterra realizó una gira por las Indias Occidentales entre enero y abril de 1998, Ambrose consiguió 30 wickets a 14,26 y encabezó los promedios de lanzamiento de la serie. Muchos de los terrenos de juego durante la gira eran malos para el bateo, pero Ambrose fue muy eficaz, especialmente en la segunda, tercera y cuarta pruebas. Además, expulsó a Mike Atherton, el capitán inglés, seis veces en la serie. Scyld Berry escribió en Wisden que Ambrose estaba "de vuelta a algo cercano a su mejor forma ... (Él) desafió todas las predicciones de que estaba acabado después de su gira por Pakistán" En la segunda prueba, Ambrose consiguió ocho wickets; concedió sólo 23 carreras en 26 overs en las primeras entradas y lanzó un hechizo de cinco wickets por 16 carreras en 47 entregas en la segunda para completar cifras de cinco por 52.(Tras ganar el segundo partido, las Indias Occidentales perdieron el tercero, pero, según Matthew Engel, "el poder permanente de Ambrose fue la característica más constante de un partido fluctuante" Sus ocho wickets en el partido, incluidos cinco para 25 en la primera entrada, le llevaron a superar los cincuenta wickets en pruebas en Trinidad Siguió con seis wickets en la victoria de las Indias Occidentales en la cuarta prueba, logrando cuatro para 38 en la última entrada. Tony Cozier escribió que Ambrose "entró atronando, con los brazos y las rodillas bombeando como pistones, para generar todo su ritmo de antaño" Después de la serie de pruebas, que las Indias Occidentales ganaron por 3-1, Ambrose jugó los tres primeros partidos de la serie ODI  y logró tres wickets.

## Últimos años de carrera
Ambrose y Walsh se perdieron el torneo ODI de la Minicopa del Mundo en octubre de 1998, en el caso de Ambrose debido a los daños causados en su casa por el huracán Georges. Regresaron al equipo para la primera gira de las Indias Occidentales por Sudáfrica, y Ambrose logró 13 wickets en la serie, con una media de 23. En el primer partido de la prueba, Ambrose y Walsh lanzaron con eficacia, pero carecieron del apoyo de los demás miembros del ataque. En la segunda prueba, la pareja volvió a carecer de apoyo, pero lanzaron bien. En general, el equipo visitante lanzó demasiados bouncers para ser eficaz, pero Ambrose consiguió ocho wickets en el partido, incluidos seis para 51 en la segunda entrada. No fue eficaz en la tercera prueba y, a pesar de lanzar lo que Geoffrey Dean en Wisden denominó un "soberbio hechizo de apertura", no pudo evitar que Sudáfrica consiguiera un gran total contra un ataque que carecía de otros dos lanzadores principales. (Más tarde, Ambrose se retiró del ataque por una lesión en la espalda y no lanzó en las segundas entradas. Se perdió la última prueba por una lesión en los isquiotibiales Estaba en condiciones de jugar en los seis primeros partidos de una serie de siete ODI, que Sudáfrica ganó por 6-1, y consiguió seis wickets. En marzo de 1999, las Indias Occidentales se enfrentaron a Australia en una serie en casa y, en contra de lo esperado, empataron la serie 2-2. El resultado de la serie se decidió en el último partido. El resultado de la serie lo decidió un pequeño grupo de jugadores, entre los que se encontraba Ambrose, a quien Mike Coward describió en Wisden como "cinco de los jugadores de críquet más distinguidos de todos los tiempos" Ambrose consiguió 19 wickets a 22,26, segundo en los promedios tras Walsh. (Sus mejores números se produjeron en la cuarta y última prueba, en la que consiguió cinco de 94 en la primera entrada y ocho wickets en el partido, pero en el tercer partido, aunque sólo consiguió cuatro wickets en total, Coward describió a Ambrose como "desenfrenado" y escribió que Steve Waugh, que anotó 199, tuvo que sobrevivir a "algunos extraordinarios lanzamientos de Ambrose" Jugó cuatro de los ODI que siguieron en abril, consiguiendo tres wickets. El mes siguiente, Ambrose participó en la Copa Mundial de 1999 en Inglaterra, y fue el segundo jugador de bolos más económico del torneo al conceder una media de 2,35 carreras por over y conseguir siete wickets a 13,42. Las Indias Occidentales quedaron eliminadas en la fase de grupos, y Matthew Engel sugirió que los jugadores de bolos estaban cansados y calificó al equipo de "fracaso absoluto".
Tras la Copa del Mundo, los seleccionadores de las Indias Occidentales optaron por dar descanso a Ambrose, junto con Walsh, en los torneos ODI alternos. En consecuencia, Ambrose se perdió dos series de ODI, pero en octubre de 1999 jugó dos ODI en una serie contra Bangladesh en Dhaka y tres en un torneo en Sharjah. En esta última competición, Ambrose concedió cinco carreras en diez overs contra Sri Lanka, la segunda cifra más económica de lanzamiento en una asignación completa de 10 overs en todos los ODI. Sin embargo, en los cinco partidos, sólo consiguió un wicket,y se lesionó el codo en Sharjah, lo que le obligó a perderse la gira de las Indias Occidentales por Nueva Zelanda, que comenzó en diciembre. Ambrose se recuperó a tiempo para jugar en el críquet nacional de las Islas de Sotavento, consiguiendo 31 wickets a 12,03 en siete partidos de primera clase. Cuando Zimbabue realizó una gira por las Indias Occidentales, regresó al equipo para ser nombrado mejor jugador del partido en la primera prueba, en la que Zimbabue fue derrotada por 63 cuando iba a ganar por 99. Consiguió un wicket en la segunda y última prueba, y cuatro wickets en seis partidos durante una serie de tres ODI en la que también participaron Zimbabue y Pakistán. [Estos fueron sus últimos ODI; en 176 partidos, logró 225 wickets con una media de 24,12 y concediendo 3,48 carreras por over. Posteriormente, Pakistán disputó una serie de tres pruebas contra las Indias Occidentales; en su última serie en casa, Ambrose logró 11 wickets con una media de 19,90 para encabezar los promedios de lanzamiento de las Indias Occidentales.
Antes de su siguiente serie, una serie de cinco partidos en Inglaterra, Ambrose anunció que se retiraría después de la última prueba, aunque el presidente de la Junta de Críquet de las Indias Occidentales trató infructuosamente de persuadirle para que continuara un poco más. Las Indias Occidentales perdieron la serie por 3-1, Tony Cozier, al analizar la serie, sugirió que sólo Ambrose y Walsh del equipo de las Indias Occidentales salieron de la serie con algún mérito. Los demás lanzadores fueron ineficaces, y Ambrose comentó públicamente durante la serie la falta de apoyo que recibieron él y Walsh. Fue segundo en los promedios tras Walsh, con 17 wickets a 18,64. Tras conseguir un solo wicket en la primera prueba, aunque Martin Johnson, en Wisden, sugirió que había lanzado muy bien, Ambrose consiguió cinco wickets en la segunda prueba, pero volvió a tener mala suerte, ya que los bateadores fueron derrotados por muchos lanzamientos suyos. Después de este partido, Ambrose regresó a las Indias Occidentales tras haber descansado de un torneo ODI en el que participaron Inglaterra y Zimbabue. Consiguió cuatro wickets en las primeras entradas de la tercera y la cuarta prueba, y superó los 400 wickets en el último partido. Después de conseguir tres wickets en su último partido de prueba, el público lo ovacionó de pie y los jugadores ingleses formaron una guardia de honor cuando salió a batear. (En 98 partidos de prueba, logró 405 wickets con una media de 20,99; según Mike Selvey, en Swetes, su madre hacía sonar una campana cada vez que conseguía un wicket.
Tras retirarse del críquet, Ambrose se ha centrado en la música, tocando con varias bandas. Tocó el bajo con la banda de reggae Big Bad Dread and the Baldhead; un compañero de banda fue su antiguo compañero de equipo Richie Richardson. Ambrose fue nombrado Caballero Comandante de la Orden de la Nación (KCN) por el gobierno de Antigua Barbuda el 28 de febrero de 2014, junto a Richardson y Andy Roberts.

## Estilo y técnica
Mike Selvey escribió en The Guardian en 1991 que Ambrose tenía "el tipo de acción fácil, repetitiva y sin sudor que es la clave de una precisión inflexible. No hay respiro y todas sus otras cualidades son subproductos" En su mejor momento, Ambrose no se basaba en un swing pronunciado ni en el movimiento de la bola por la costura. En su lugar, lanzaba repetidamente hacia las mismas zonas del campo y la altura desde la que lanzaba la bola hacía que fuera extremadamente difícil enfrentarse a él. La pelota rebotaba bruscamente después de lanzarla, a veces desviándose ligeramente de una línea recta después de lanzarla sobre la costura, y con frecuencia tomaba el borde del bate del bateador para ser atrapada detrás del wicket.Su nombramiento en 1992 como Jugador de Críquet del Año de Wisden afirma que tenía "un ritmo endiablado y genera un rebote desconcertante y empinado en los lanzamientos de mayor longitud... Su altura y su muñeca delgada y nervuda contribuyen en gran medida a la velocidad final (de la pelota)". Su altura y su muñeca delgada y nervuda contribuyen en gran medida a la velocidad final [de la pelota], ya que la muñeca se mueve hacia delante en el instante del lanzamiento para imprimir un empuje adicional". En 2001, tras la retirada de Ambrose, Michael Atherton, a quien Ambrose expulsó más veces que a ningún otro bateador, afirmó: "En su mejor momento, no hay duda de que (Ambrose) superó la fina línea que separa a los grandes de los muy buenos. Los jugadores de bolos de calidad necesitan esencialmente dos de tres cosas: velocidad, movimiento y precisión. Ambrose tenía las tres".
La altura de Ambrose y la precisión con la que lanzaba dificultaban que los bateadores se adelantaran a la pelota; en su lugar, se veían obligados a jugar con el peso hacia atrás. Su precisión le permitía ser eficaz si el terreno de juego favorecía a los bateadores. Lanzaba un yorker eficaz y, a diferencia de otros lanzadores rápidos, utilizaba los lanzamientos cortos con moderación. Ambrose rara vez se enzarzaba en discusiones verbales con los bateadores, aunque en los últimos años a veces inspeccionaba el terreno de juego en una zona cercana al bateador antes de comenzar una entrada y se frotaba las manos para sugerir que disfrutaría lanzando allí. Siempre intentaba conceder el menor número de carreras posible cuando lanzaba, y a menudo se reprendía a sí mismo cuando ofrecía un lanzamiento fácil con el que anotar. [Tras la expulsión de un bateador, Ambrose a menudo lo celebraba golpeando el aire con los puños Con Courtney Walsh, Ambrose adquirió la reputación de rendir al máximo cuando parecía que su equipo iba a perder, y a menudo conseguía wickets en racimos que destrozaban a la oposición. Además, a menudo era más eficaz contra los principales bateadores de un equipo; también era capaz de explotar las vulnerabilidades en las técnicas de otros bateadores.
A partir de 2024, los 405 wickets de Ambrose en los Test le sitúan en el puesto 17 de la lista de los que más wickets han conseguido en los Test. De los que han conseguido más de 200 wickets en los Test, Ambrose tiene el tercer mejor promedio de lanzamiento, por detrás de Malcolm Marshall y Joel Garner, y tiene el octavo mejor índice de economía; sube al tercer puesto si sólo se incluyen los que han conseguido más de 250 wickets. Durante gran parte de su carrera, Ambrose fue considerado el mejor lanzador de bolos del mundo en la clasificación de jugadores del ICC, alcanzando por primera vez el primer puesto en 1991; rara vez bajó del segundo puesto y estuvo clasificado entre los 10 primeros desde 1989 hasta el final de su carrera Su mejor clasificación, 912, alcanzada en 1994, es la sexta mejor clasificación de todos los tiempos En 2010, Ambrose fue elegido por un grupo de escritores y expertos como miembro del "All-Time XI" de las Indias Occidentales de ESPNcricinfo. (Al año siguiente, fue incluido en el Salón de la Fama del Consejo Internacional de Críquet. Durante su época de jugador, Ambrose tenía fama de reticente y rara vez hablaba con los periodistas o con la oposición. Su respuesta a una solicitud de entrevista en 1991 - "Curtly no habla con nadie" se asoció a él a lo largo de su carrera, pero se mostró más dispuesto a hablar con los periodistas tras su retirada.

## Carrera de entrenador
En enero de 2022, Ambrose fue nombrado entrenador de bolos de Jamaica Tallawahs para la edición de 2022 de la CPL.